# Verified Carbon Standard
Le Verified Carbon Standard (VCS), ou Verra, anciennement le Voluntary Carbon Standard, est une norme de certification des réductions d'émissions de carbone,. VCS est administré par l'organisation Verra.

## Histoire
En 2005, le cabinet de conseil en investissement sur les marchés du carbone Climate Wedge et son partenaire Cheyne Capital ont conçu et rédigé la première version (version 1.0) du Voluntary Carbon Standard, conçu comme une norme de qualité pour la transaction et le développement de crédits carbone du protocole "non-Kyoto", à savoir les réductions volontaires d'émissions de carbone provenant de projets qui répondaient aux normes de qualité et de vérification du mécanisme de compensation carbone du protocole de Kyoto de la CCNUCC, mais qui n'étaient pas éligibles en raison de contraintes géographiques ou temporelles du règlement de Kyoto (par exemple, les projets de compensation carbone aux États-Unis, à Hong Kong, en Turquie, etc. qui n'étaient pas éligibles).
En mars 2006, Climate Wedge et Cheyne Capital ont transféré la version 1.0 du Voluntary Carbon Standard au Climate Group, à l'International Emissions Trading Association (IETA) et au Forum économique mondial, et ont fourni le capital de parrainage initial à ces organisations à but non lucratif pour ensuite réunir une équipe d'experts du marché mondial du carbone afin de poursuivre la rédaction des exigences VCS. Le Conseil mondial des entreprises pour le développement durable (WBCSD) les a rejoint plus tard. L'équipe a ensuite formé le comité directeur VCS, qui a travaillé à la rédaction de la deuxième version et des versions suivantes de la norme VCS.
En 2008, le conseil d'administration a nommé David Antonioli premier directeur général de l'organisation. En 2009, VCS s'est constituée à Washington DC en tant qu'organisation non gouvernementale à but non lucratif.
Le 15 février 2018, l'organisation qui maintient le Verified Carbon Standard a changé son nom de Verified Carbon Standard à Verra.
Une étude réalisée en 2021 par le journal The Guardian et Unearthed a rapporté que la norme de certification des crédits carbone de Verra était défectueuse. Les projets de protection des forêts accrédités utilisaient des méthodes prédictives incohérentes et exagéraient leurs réductions d'émissions. 11 des 12 projets étudiés n'ont montré aucune différence d'émissions par rapport aux groupes témoins. L'étude indique que les résultats soulèvent des doutes quant à la validité du marché de la compensation carbone. Verra a déclaré que l'enquête était « profondément viciée ». L'organisation a souligné que la norme fait l'objet d'un processus continu de modification afin de l'aligner sur les pratiques scientifiques les plus récentes et de soutenir les efforts déployés par les gouvernements pour mettre fin à la déforestation.